# Skanskvarns koloniträdgårdsförening

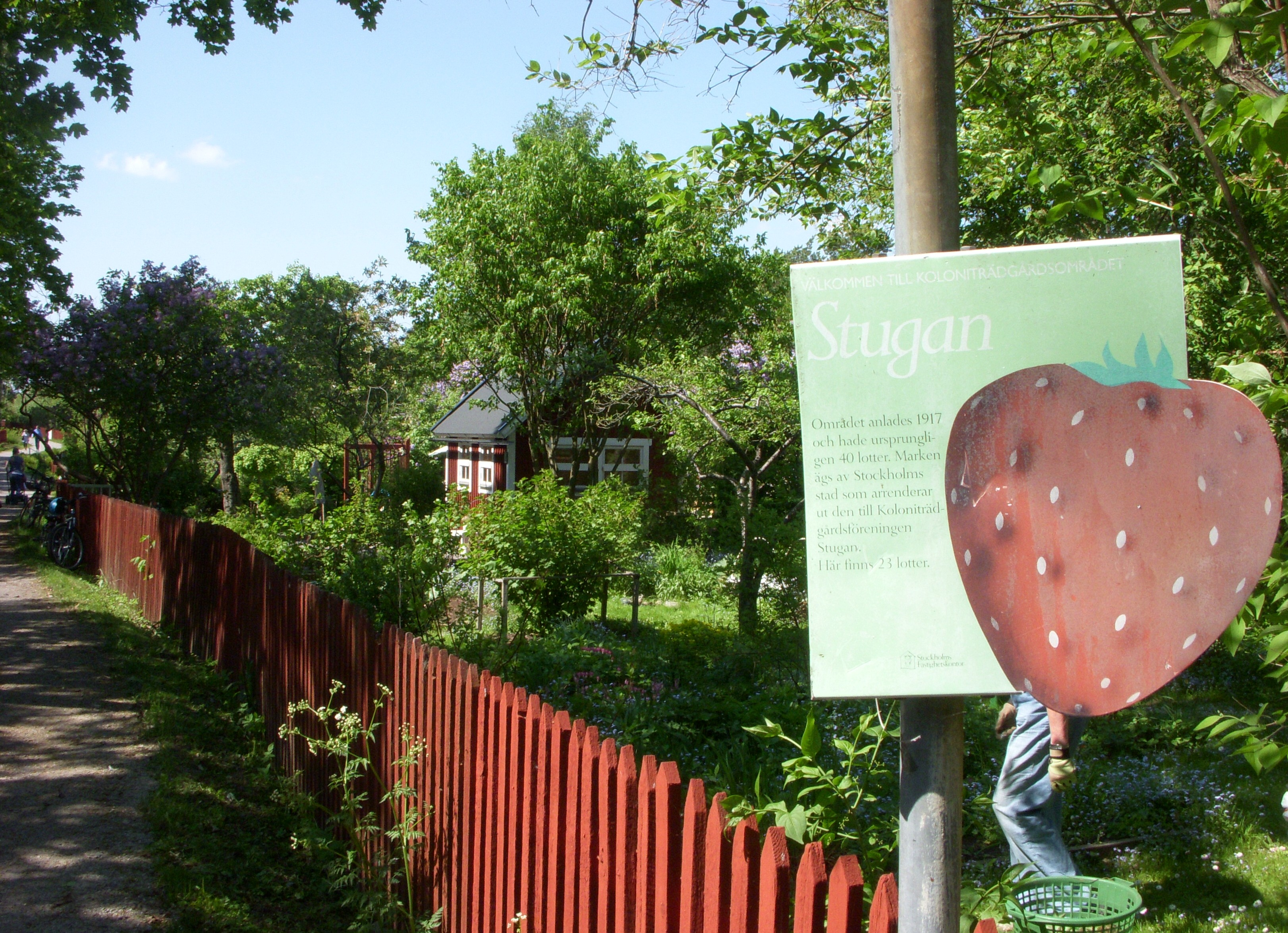
Skanskvarns koloniträdgårdsförening 2011.

Skanskvarns koloniträdgårdsförening (ursprungligen Koloniföreningen Stugan) är ett koloniträdgårdsområde i Årsta, södra Stockholm. Området ligger i Årstaskogen mellan Värmdö Gymnasium och Skanskvarnsskolan. Marken ägs av kommunen. Idag finns här  26 lotter på en yta av 11 114 m². Namnet härrör från den närbelägna Skanskvarn.
Området anlades 1917 under namnet “Koloniföreningen Stugan” och hade ursprungligen 40 lotter. 1924 var 32 lotter bebygga med stugor. 1927 gjordes en framställan till Stockholms stads fastighetskontor om att få utöka gällande byggnadsyta för kolonistugan från 14 till 17 m². Skälen som anfördes var att stugorna nu hade börjat användas som sommarbostäder vilket gjorde att ett behov av större yta uppstod.
På 1930-talet slopades sex lotter eftersom en (numera riven) kraftledning drogs fram och ingen bebyggelse fick finnas under den. Under 1945 minskade föreningens markområde ytterligare när Enskede gymnasium (nuvarande Värmdö gymnasium) och Skanskvarnsskolan byggdes. Nuvarande ”Koloniträdgårdsföreningen Skanskvarn” bildades på hösten 2005. Tillsammans med intilliggande Dianelunds koloniträdgårdsförening bildar Skanskvarns koloniträdgårdsförening ett stort sammanhängande koloniområde i Årstaskogens östra del.

## Bilder

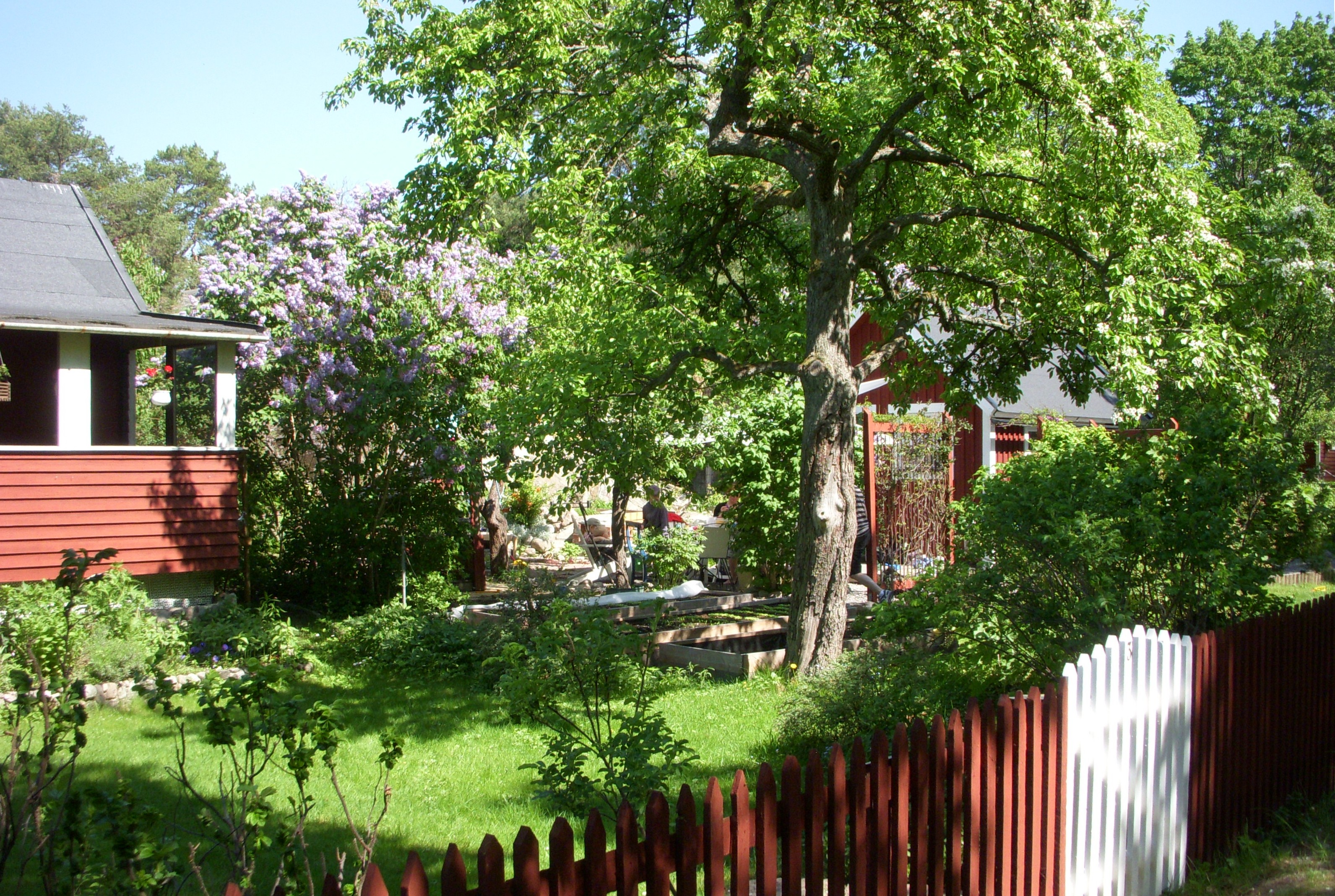
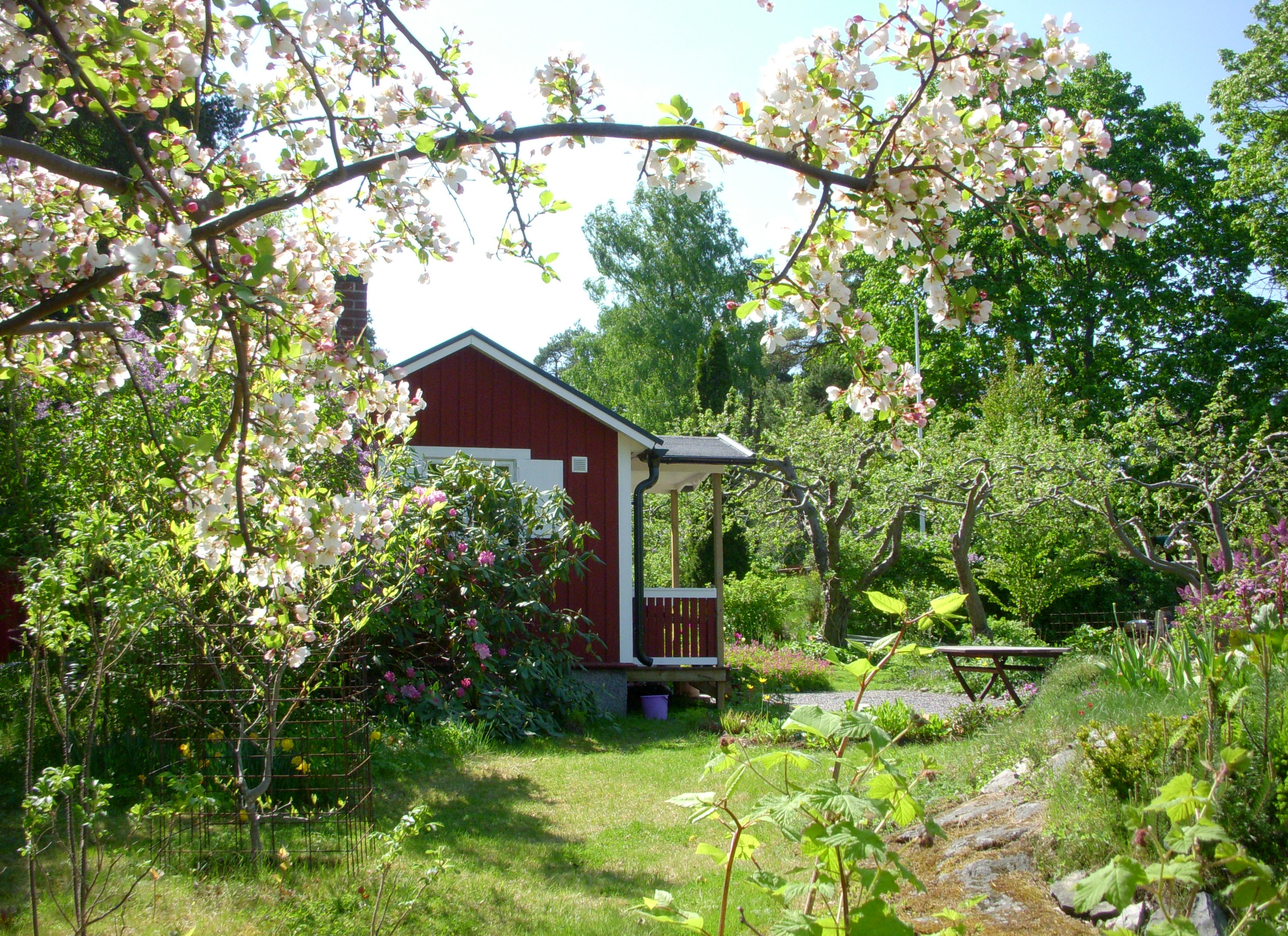
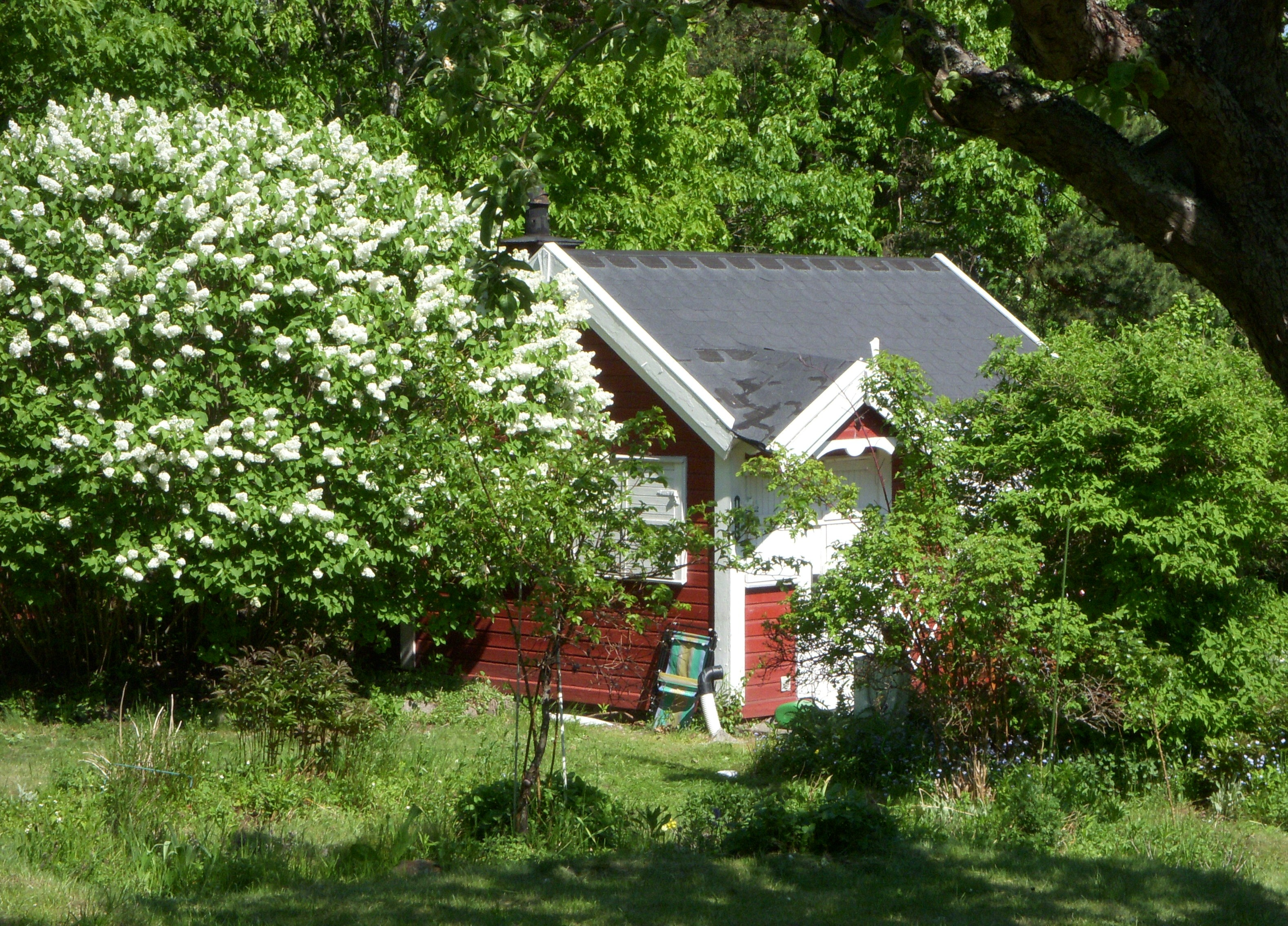
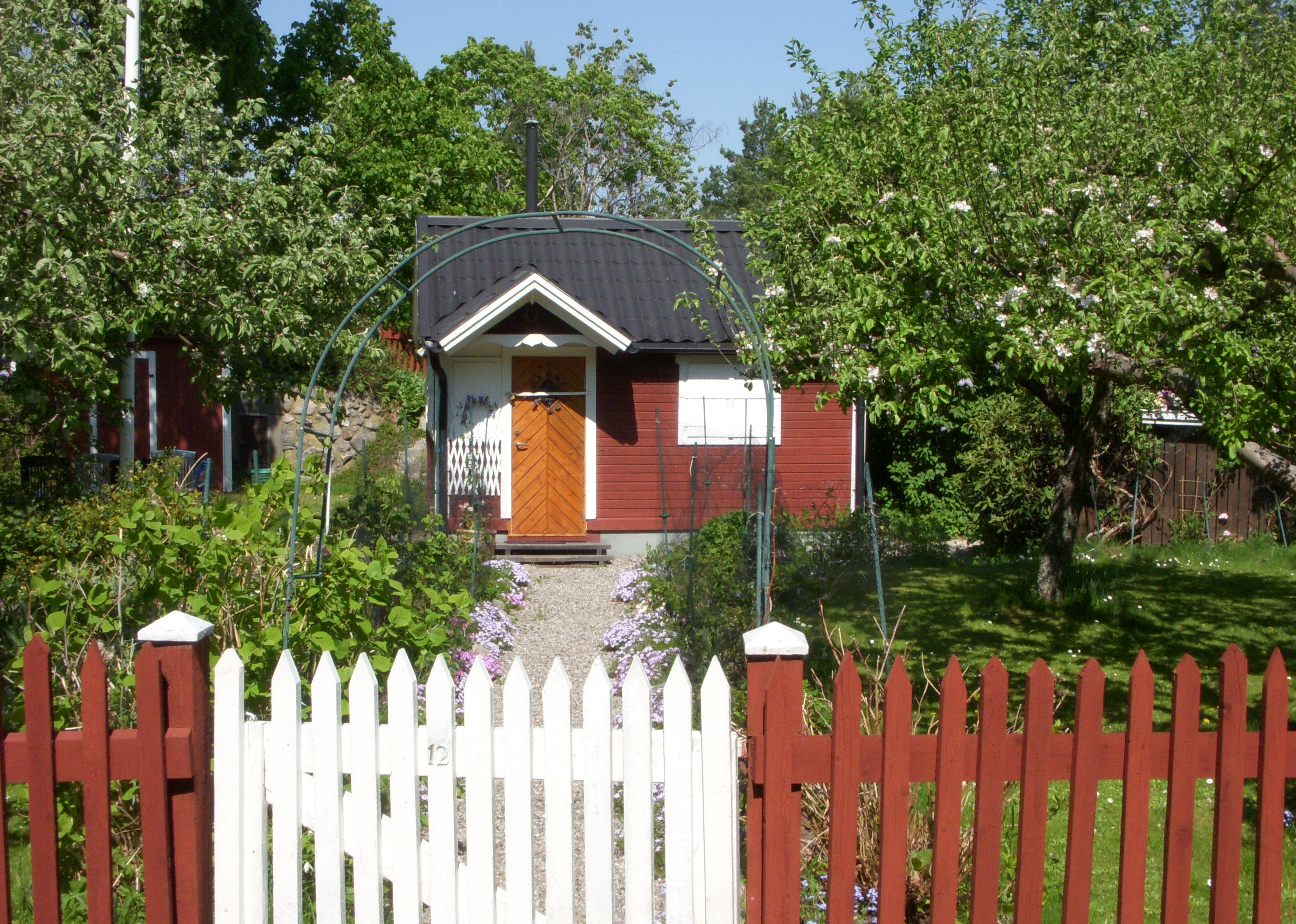